# Institut d'Estudis Catalans
Institut d'Estudis Catalans (katalanska för 'Institutet för katalanska studier'), IEC, är en akademisk institution grundad 1907 i Barcelona efter initiativ av Enric Prat de la Riba. Den sysslar med forskning och vetenskapligt arbete – främst det som är kopplat till den katalanska kulturen – och är en sorts "katalansk akademi".

## Historia

### Inriktning och uppbyggnad

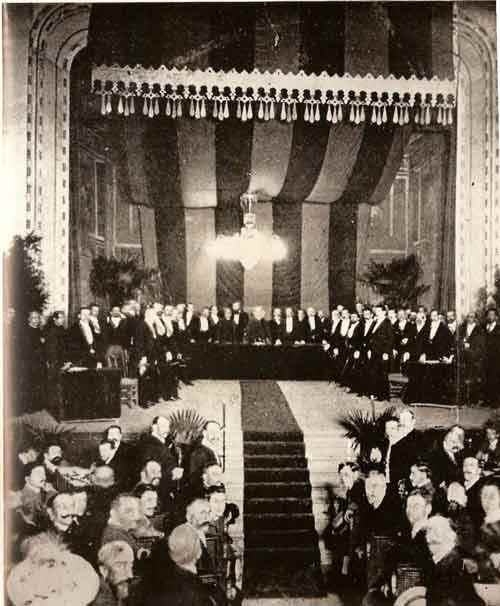
Bild från invigningen av den första internationella kongressen för det katalanska språket, 1906.

IEC bildades 1907, året efter den första internationella kongressen för det katalanska språket. Idégivare till IEC var Enric Prat de la Riba, lokal politiker och senare president för den regionala myndigheten Katalanska samväldet.
Institutet bildades av åtta katalanska akademiker med olika inriktning, vilket präglade IEC:s tidiga år. Bland de åtta fanns historiker, litteraturhistoriker, arkeologer, konsthistoriker och rättshistoriker. 1911 utökades verksamheten till att inkludera språkvetenskap och språkvård rörande det katalanska språket, liksom även en sektion ägnad åt naturvetenskaper. Samma år utökades medlemsantalet i IEC från åtta till 21 (sju medlemmar i vart och ett av de dåvarande sektionerna). 1913 presenterade man den första katalanska rättstavningsstandarden, en som i princip blivit gällande fram till 2017.
1968 skapades en IEC-sektion riktad åt filosofi och samhällsvetenskaper.
1988 godkände man nya stadgar, vilket innebar att antalet medlemmar per sektion utökades från sju till 21. Det året sköttes verksamheten inom fem sektioner: Historia och arkeologi, Biologi, Teknik, Filologi samt Filosofi och samhällsvetenskaper. Då utgjordes antalet medlemmar av 505 stycken, oräknat hedersmedlemmar (nyhet enligt de nya stadgarna) och korresponderande medlemmar.

### Verksamhet och utveckling
IEC:s verksamhet inkluderar samarbete med liknande statliga eller regionala akademier i olika europeiska länder. Inom Katalonien ger den stöd åt olika projekt, museer och andra organisationer inom institutionens verksamhetsområden. Det inkluderar katalanska arkeologiska projekt, lexikografiska arbeten, språkvård och namngivning samt meteorologiskt arbete.
Sedan 1913 har IEC bildat ett antal dotterbolag, för att bättre kunna hantera sina olika roller i olika forskningsfält. 1914 invigdes Biblioteca de Catalunya, med uppdrag som katalanskt nationalbibliotek. 1985 bildade man, tillsammans med regionstyrets kulturdepartement, ett språkcentrum (Termcat) för standardiseringen av katalanska termer inom olika områden.

### Lokaler och växlande politik

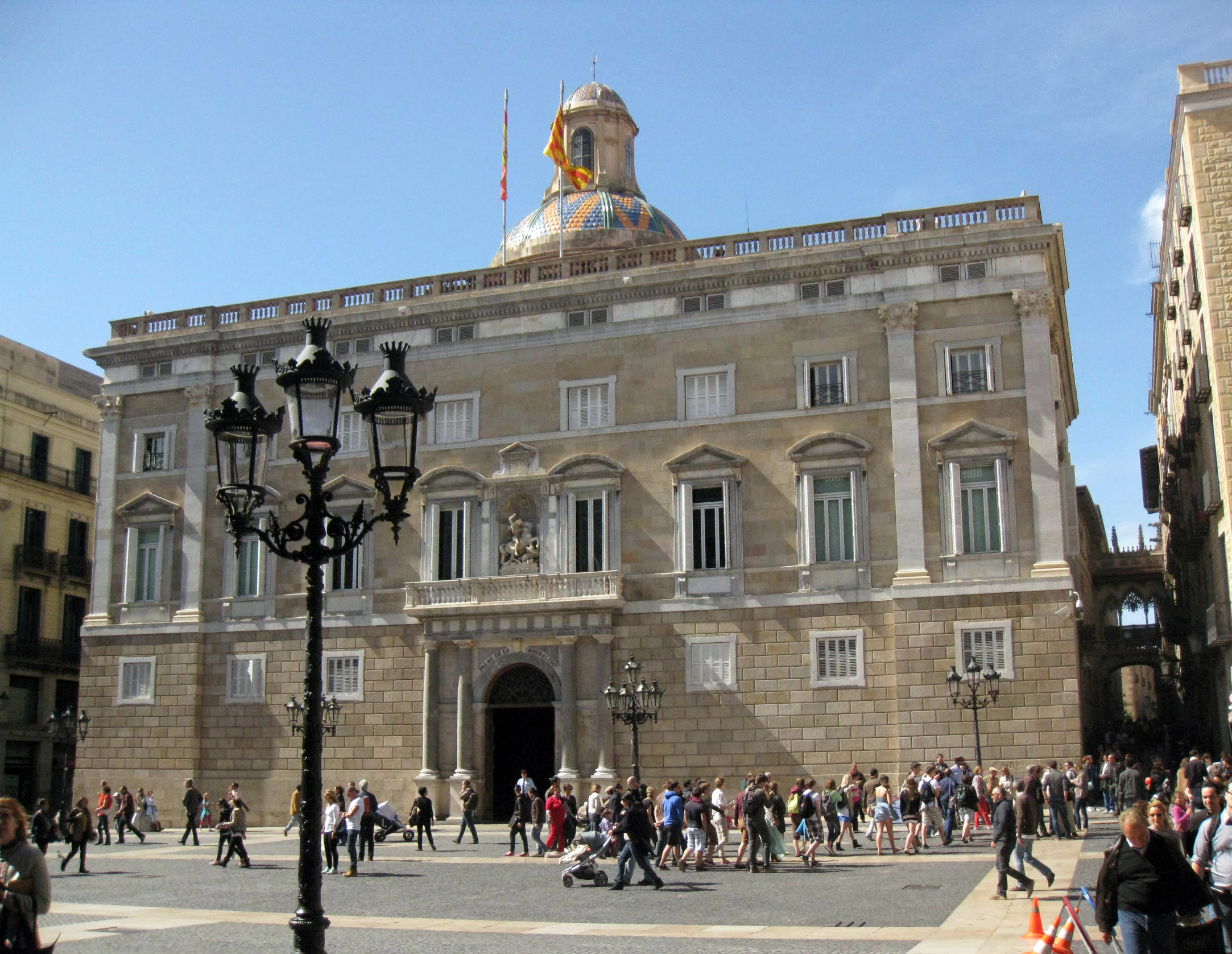
Palau de la Generalitat, ursprungligt säte för IEC.

Institutet hade inledningsvis säte i Palau de la Generalitat i Barcelona, tillsammans med andra delar av det regionala styret. Inledningsvis var det provinsledningen som var överordnad, därefter Katalanska samväldet.
1931 fick IEC nya lokaler, i Hospital de la Santa Creu i Barcelona och i lokaler tilldelade av det dåvarande kommunstyret i Barcelona.
IEC:s verksamhet och tillgångar har varierat beroende på det politiska styret i Katalonien och i Spanien. Under Primo Riveras regim (1923–1930) var institutets medel mer begränsade, på grund av avskaffade statsbidrag. Under andra spanska republiken (1931–1939), då Katalonien i praktiken hade ett vittgående självstyre, gynnades däremot verksamheten av olika sorters stöd från regionalt håll.
Efter spanska inbördeskrigets slut medförde Francisco Francos regim nya hårda tider för katalanska kulturorganisationer. Det IEC-ledda nationalbiblioteket omvandlades till ett "centralbibliotek" och utan statsstöd, och arbetet med katalanska ordboksprojekt upphörde under drygt 35 års tid. Under 1940-talet kunde institutet dock återuppta stora delar av sin vetenskapliga verksamhet i övrigt, även om forskningsarbetet under flera decennier var hänvisat till IEC-medlemmarnas hem.

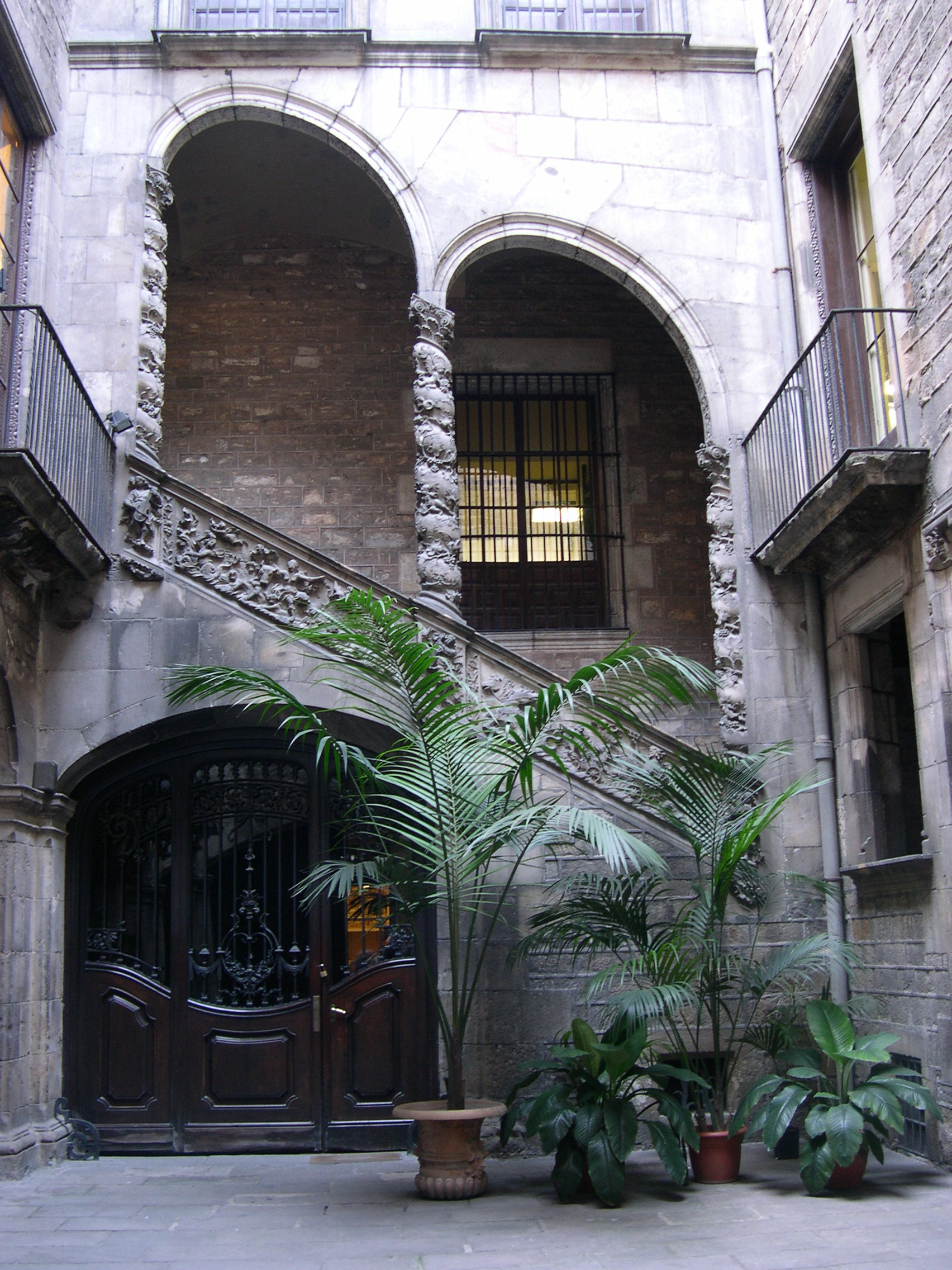
IEC inhystes 1962–1982 i Palau Dalmases.

1962 fick man dock återigen egna lokaler i Palau Dalmases, tack vare stöd från den nyligen bildade katalanska organisationen Òmnium Cultural. År 1976 (efter Francos död) kunde man genom kungligt dekret åter ta sina historiska lokaler i Hospital de la Santa Creu i besittning, och sex år av ombyggnader senare flyttade institutet slutligen in i huset.

### På senare år

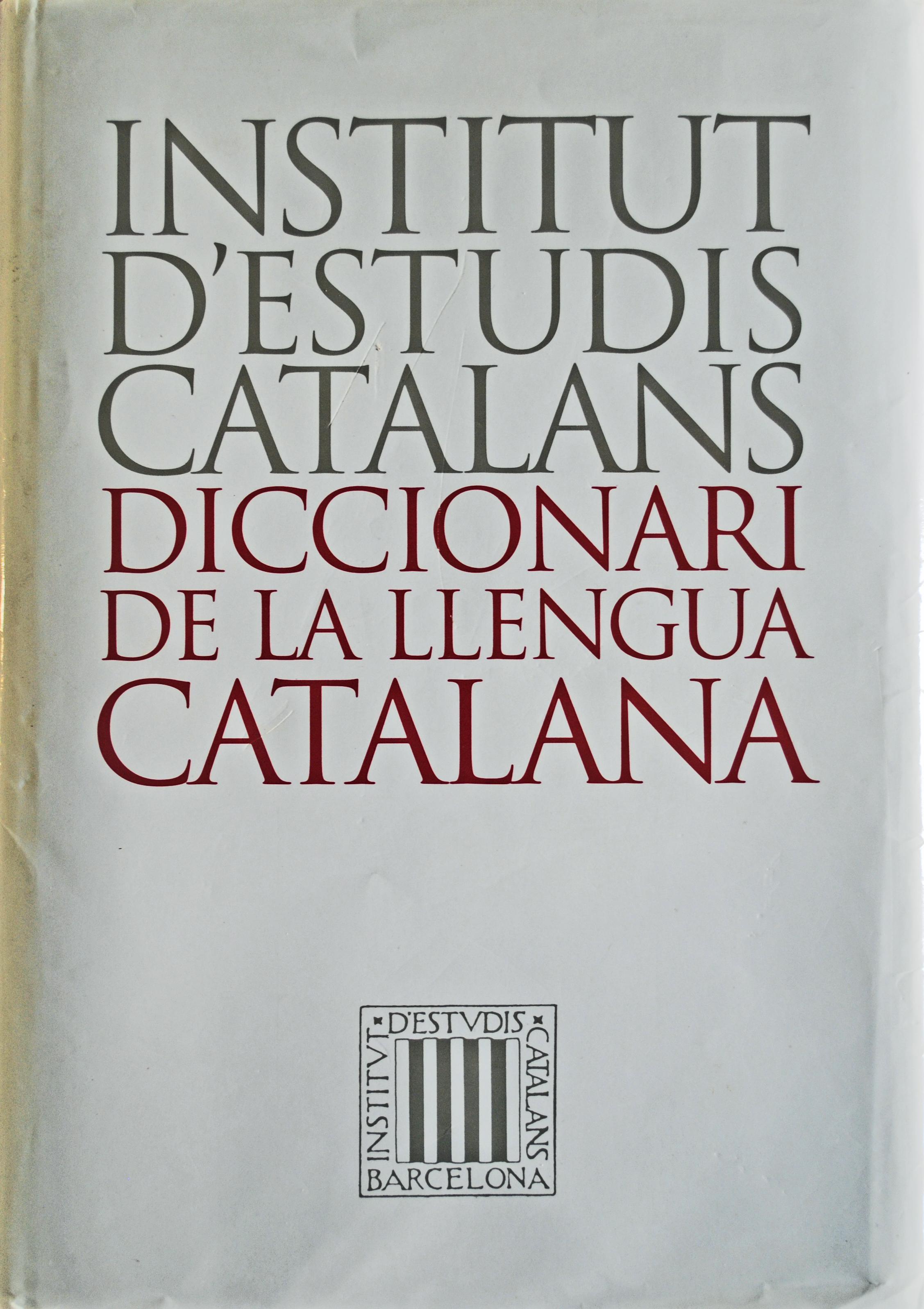
Framsida på Diccionari de la llengua catalana (1995), exempel på IEC:s publikationsverksamhet.

År 2000 utökades verksamheten med en utökning av antalet medlemmar och nya sektioner. Man förtydligade dessutom det katalanska språkets enhet, vid en tid då olika krafter ville utveckla valencianskan till ett eget språk utan katalansk koppling. Året före hade man invigt ett lokalkontor i Perpignan, i det franska "Nordkatalonien", via ett samarbete med universitetet i staden.
År 2000 tecknades ett samarbetsavtal med Balearnas regionregering, för att kunna etablera ett lokalkontor för IEC även på Balearerna (där baleariskan, med sina olika dialekter, är regionspråk). Året efter skedde motsvarande i Castelló de la Plana, vilket medförde att IEC fanns närvarande i Valenciaregionen. 2005 öppnades lokalkontor även i Alicante och Lleida. 2018 öppnades ett lokalkontor i Alghero på Sardinien (där katalanska finns lokalt sedan medeltiden). Därutöver har man verksamhet (men inget lokalkontor) i staden Valencia.
Bland senare års större IEC-projekt och publikationer finns Diccionari de la llengua catalana (1995) och Atles lingüístic del domini català. Man inledde också arbetet med en katalansk stavningsreform, den första sedan språkpionjären Pompeu Fabras dagar; reformen lanserades slutligen 2016/2017 (se vidare Katalanska_alfabetet#Stavningsreformen_2017).
Institutets verksamhet finansieras (anno 2020) av regionstyret, kompletterat av stöd från Spaniens utbildnings- och kulturministerium samt av privata institutioner.
Under 2010-talets nationalistiska våg i Katalonien (se vidare Katalanism och Kataloniens nationaldag) har IEC fått en vidgad roll som försvarare av den katalanska kulturen. Sålunda uttalade man sig 2 februari 2011, i institutets första rent icke-akademiska offentliga uttalande, för den katalanska nationens rätt och roll bland världens andra kulturer och språk. 2013 arrangerade man, tillsammans med Òmnium Cultural, en serie debatter omkring möjligheten till en framtida katalansk stat.

## Ordförande för IEC[1]
| Antonio Rubió i Lluch (IEC:s första ordförande) samt Pompeu Fabra (ordförande i perioder 1918–1939). |  | Antonio Rubió i Lluch (IEC:s första ordförande) samt Pompeu Fabra (ordförande i perioder 1918–1939). |
| Antonio Rubió i Lluch (IEC:s första ordförande) samt Pompeu Fabra (ordförande i perioder 1918–1939). |  | |

| Joandomènec Ros (ordförande 2013–2021) samt Maria Teresa Cabré i Castellví (ordförande sedan 2021). |  | Joandomènec Ros (ordförande 2013–2021) samt Maria Teresa Cabré i Castellví (ordförande sedan 2021). |
| Joandomènec Ros (ordförande 2013–2021) samt Maria Teresa Cabré i Castellví (ordförande sedan 2021). |  | |

Asterix efter nedanstående årtalsserier indikerar att personen endast varit ordförande delar av perioden.
- 1907–1915* — Antoni Rubió
- 1911–1916* — Miquel Arcàngel Fargas
- 1911–1918* — Antoni Maria Alcover
- 1915–1956* — Josep Puig
- 1915–1930* — Josep Maria Bofill
- 1918–1939* — Pompeu Fabra
- 1931–1937* — Pere Coromines

- (period utan ordförande)
- 1950–1958* — Eduard Fontserè
- 1950–1959* — Carles Riba
- 1958–1964* — Pius Font
- 1958–1970* — Jordi Rubió (definitivt sedan 1968)
- 1959–1961* — Josep Maria de Sagarra
- 1961–1968* — Pere Bohigas
- 1964–1968* — Joaquim Carreras
- 1970–1974 — Pere Domingo
- 1974–1978 — Josep Alsina
- 1978–1982 — Joan Ainaud
- 1982–1987 — Enric Casassas
- 1987–1995 — Emili Giralt
- 1995–2002 — Manuel Castellet
- 2002–2005 — Josep Laporte
- 2005–2013 — Salvador Giner
- 2013–2021 — Joandomènec Ros
- 2021– — Maria Teresa Cabré i Castellví